# Гонголін-Полудньови
Гонголін-Полудньови (пол. Gągolin Południowy) — село в Польщі, у гміні Коцежев-Полудньовий Ловицького повіту Лодзинського воєводства.
Населення — 307 осіб (2011).
У 1975-1998 роках село належало до Скерневицького воєводства.

## Демографія
Демографічна структура станом на 31 березня 2011 року:
|          | Загалом | Допрацездатний вік | Працездатний вік | Постпрацездатний вік |
| -------- | ------- | ------------------ | ---------------- | -------------------- |
| Чоловіки | 148     | 28                 | 102              | 18                   |
| Жінки    | 159     | 29                 | 90               | 40                   |
| Разом    | 307     | 57                 | 192              | 58                   |